# Martin Kubát
Martin Kubát je český varhaník a především varhanní improvizátor.

## Vzdělání
Absolvoval lidovou školu umění Jaroslav Kociana v Ústí nad Orlicí (obor hra na violoncello), v témže městě působil v Komorní orchestru J. Kociana (1988–1990). Poté studoval na Konzervatoři České Budějovice (1990–1996) obory chrámová hudba a hra na varhany u prof. Miroslavy Svobodové a dirigování u profesorů Karla Fráni a Petra Chromčáka. Absolvoval řadu mistrovských kurzů, mimo jiné u Petra Ebena, Hanse Hasselbocka či Martina Sandera. V letech 1994–1999 vyučoval základy hudební teorie a hru na varhany na Teologické fakultě JU. V letech 1994–2000 působil jako varhaník a regenschori při katedrále sv. Mikuláše v Českých Budějovicích, poslední dva roky v tomto období pořádal též měsíční kurzy pro amatérské varhaníky působící v diecézi, ve školním roce 1999–2000 vedl dívčí sbor Biskupského gymnázia J. N. Neumanna. 
V roce 1997 získal 2. cenu na mezinárodní varhanní soutěži v Mulheimu (1. nebyla udělena). V roce 2000 vyhrál celostátní soutěž ve varhanní improvizaci v Opavě (v téže soutěži získal 2. místo v roce 1992 a 3. místo v roce 1998). V letech 2000–2004 působil jako regenschori u kostela Povýšení sv. Kříže v Litomyšli. V roce 2001 začal učit na Církevní střední varhanické škole v Opavě v oboru hra na varhany a improvizace.